# تورو موریکاوا
تورو موریکاوا (انگلیسی: Toru Morikawa؛ زادهٔ ۲۹ ژوئن ۱۹۶۶) بازیکن فوتبال اهل ژاپن است.
از باشگاه‌هایی که در آن بازی کرده‌است می‌توان به باشگاه فوتبال گامبا اوساکا اشاره کرد.